# Света Троица (Хераклея Линкестис)
„Света Троица“ (на македонска литературна норма: „Света Троица“) е раннохристиянска православна базилика, чиито руини са открити край античния град Хераклея Линкестис, край Битоля, Северна Македония.

## Местоположение
Намира се под църквата „Света Троица“ (1970), източно от битолския квартал Буковски ливади и на 500 m южно от центъра на Хераклея.

## Описание
В двора на църквата има няколко екземпляра от мраморна декоративна пластика: мено с основа, фрагмент от парапетна плоча, капител и други. Вероятно оттам е и оброчната плоча, посветена на Асклепий. Има вероятност тук да се е намирало светилище, посветено на Асклепий, тъй като в непосредствена близост има извор, който днес се смята за лековит. Находките се съхраняват в лапидариума на Хераклея.